# 町屋圭祐
町屋 圭祐（まちや けいすけ、1981年4月15日 - ）は、日本の男性俳優、声優、演出家。

## 来歴
岩手県出身。宮城県の教育大学を卒業。大学では「こども文化」を専攻していた。
富良野塾22期生。JOKO演劇学校卒業。劇団昴に所属。

## 人物
特技は長距離走。趣味は映画、料理、ジョギング。方言は盛岡弁。
多数の舞台出演の他、演出家として演出も行うことがある。
東京アニメ・声優専門学校の講師を務めている。

## 出演作品

### テレビドラマ
- 味いちもんめ
- 再会（2012年）
- タイムスクープハンター シーズン6（2014年、東正一）
- 100の資格を持つ女〜ふたりのバツイチ殺人捜査〜（2015年）

### 映画
- 星に語りて〜Starry Sky〜（2011年）

### テレビアニメ
- BORUTO-ボルト- -NARUTO NEXT GENERATIONS-（2017年、木ノ葉の里の忍、里の人々、火災現場の男性、蜂谷の仲間、セッキ）
- 名探偵コナン（2018年、生越倉彦）

### 劇場アニメ
- 同級生（2016年、生徒）

### ドラマCD
- フルメタル・パニック!IV

### 吹き替え

#### 映画
- ウーマン・イン・ザ・ウィンドウ（イーサン・ラッセル〈フレッド・ヘッキンジャー〉）
- 英雄の証明
- Saltburn（オリバー・クイック〈バリー・コーガン〉）

#### ドラマ
- アガサ・クリスティー ABC殺人事件
- アメリカン・ゴッズ
- グレイス&フランキー シーズン5
- 刑事ヴァランダー3
- 刑事ルーサー
- 刑事フォイル
- GOTHAM/ゴッサム シーズン4
- ザ・オーダー 暗黒の世界
- BULL / ブル 法廷を操る男 シーズン3
- レ・ミゼラブル（クラクズー）

#### アニメ
- おさるのジョージ（セイジ）
- バイオハザード: ヴェンデッタ
- LEGO スター・ウォーズ/フリーメーカーの冒険（N3-R0）

### CM
- サントリー スーパーC.C.レモン『せかせかお母さん』篇（在宅中のお父さん）
- ジョージア「商品開発者」篇
- スズキ スズキ・スペーシア ギア「休みの日 プラネタリウム」篇
- 住友生命保険 1UP
- SONY PlayStation Classic
- 森永乳業webムービー「レンニュー係長」
- 森永バニラモナカジャンボ webムービー
- リクナビNEXT
- YKK AP ラジオCM

### 舞台
2007年
- 谷は眠っていた
- ニングル

2008年
- 哀別

2010年
- トキワ荘の夏

2011年
- オセロー（役人）
- 暗いところで待ち合わせ（少年のアキヒロ）
- 危機一髪（電報配達の少年、代表委員、助手）
- 石棺-チェルノブイリの黙示録-（運転手）
- 幸福な王子

2013年
- 乙一を読む! 落ちる飛行機の中で（男の子）
- 何がすごいの?シェイクスピア!-シェイクスピアを百倍楽しむ法-
- 野鴨

2014年
- リア王（使者 他）
- BLUE（テッド）
- 火の鳥（弓彦）

2015年
- マヨイガの妖怪たち

2016年
- THE GREEKS（タルテュビオス）
- 屋根

2017年
- ふくろう（浩二）
- 幻の国（トニ）
- アルジャーノンに花束を（2017年 - 2020年、チャーリイ・ゴードン）
- 弟の戦争（トム）

2018年
- クリスマス・キャロル
- 天守物語夜叉ヶ池編2018（腰元 藤袴）

2019年
- 8月のオーセージ（リトル・チャールズ）
- 音楽劇 母さん（八郎、忠）

2024年
- 音楽劇 母さん（八郎、忠）

2025年
- コーヒーとカレーと見田さんと
- 宮澤賢治・宛名のない手紙（チュンセ）

### ラジオドラマ
- 今、瑠璃色の星で（2024年8月3日、 FMシアターNHK-FM）

### その他コンテンツ
- ハロー・ディア・エネミー!〜こんにちは敵さん さよなら戦争〜